# ASP World Tour 2013

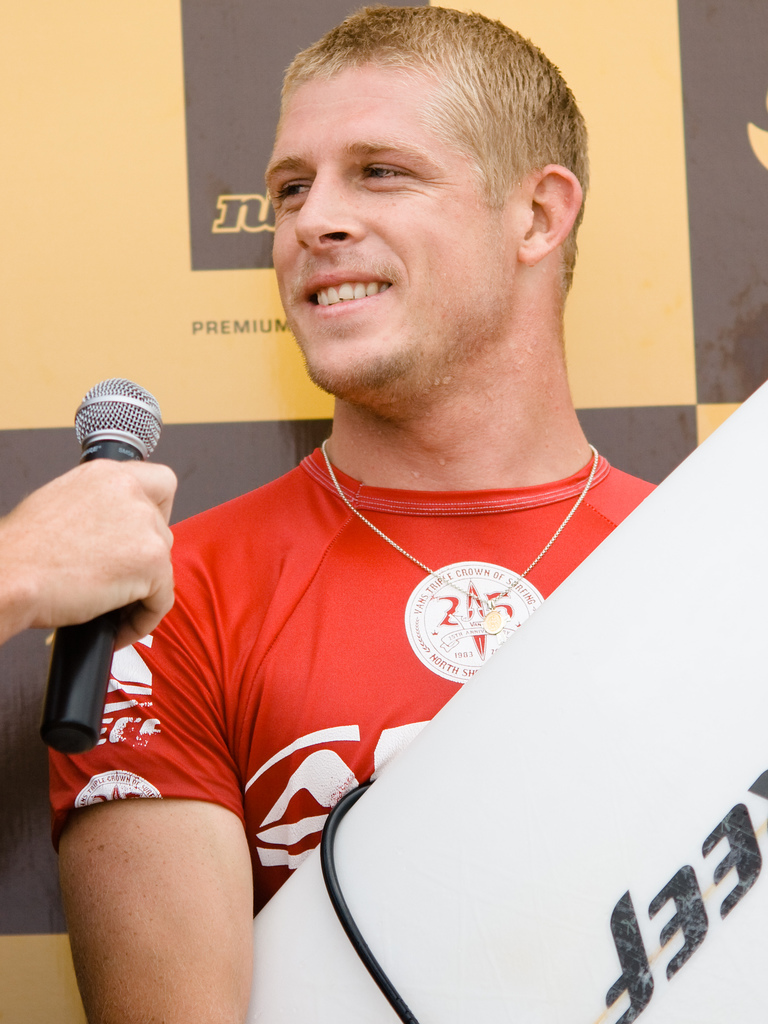
Mick Fanning, champion du monde pour la 3e fois.

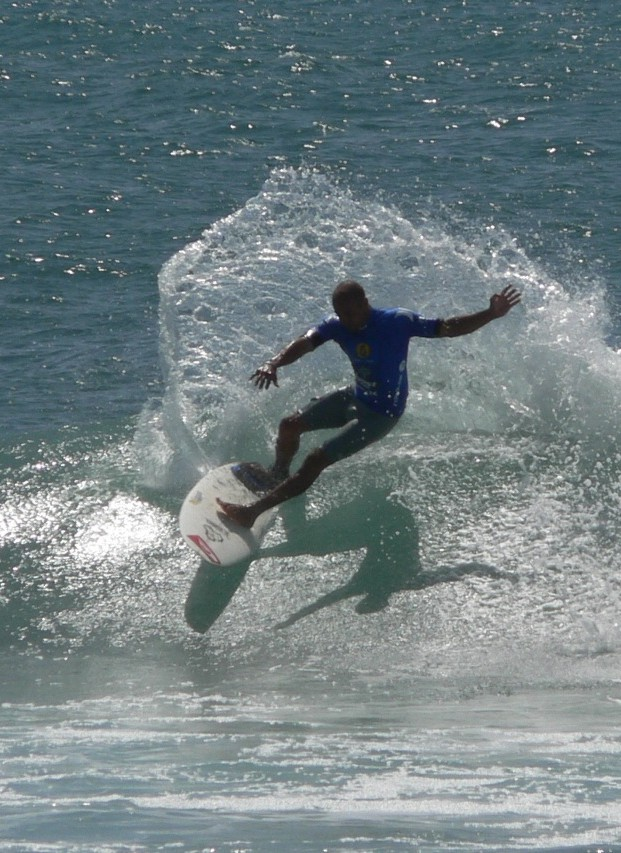
Kelly Slater termine vice-champion pour la 2e année consécutive.

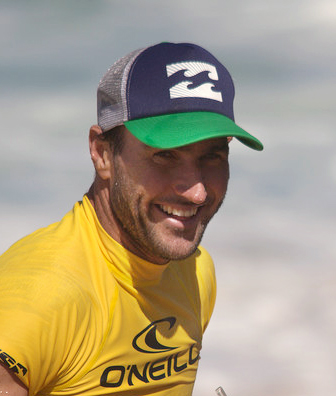
Joel Parkinson, champion du monde 2012, termine à la 3e place.

L'ASP World Tour 2013 est un circuit professionnel de surf organisé par l'Association des surfeurs professionnels et qui constitue le championnat du monde pour la discipline en 2013. Il s'agit de la trente-huitième édition de l'ASP World Tour qui se tient tous les ans. Il se déroule en plusieurs étapes dispersées à travers le monde entre mars et décembre 2013.

## Surfeurs

### Top 34
Les surfeurs qualifiés pour le championnat du monde 2013 sont les 22 premiers du classement 2012 ainsi que les 10 premiers du classement mondial de l'ASP (en retirant les 22 surfeurs déjà qualifiés par le biais du World Tour). Deux wild cards sont également attribuées.
Les 22 premiers au classement de l'ASP World Tour 2012 :
- 1) Joel Parkinson,  Australie
- 2) Kelly Slater ( États-Unis)
- 3) Mick Fanning ( Australie)
- 4) John John Florence ( États-Unis)
- 5) Adriano de Souza ( Brésil)
- 6) Taj Burrow ( Australie)
- 7) Gabriel Medina ( Brésil)
- 8) Josh Kerr ( Australie)
- 9) Julian Wilson ( Australie)
- 10) Owen Wright ( Australie)
- 11) Jérémy Florès ( France)
- 12) Jordy Smith ( Afrique du Sud)
- 13) C.J. Hobgood ( États-Unis)
- 14) Adrian Buchan ( Australie)
- 15) Michel Bourez ( Polynésie française)
- 16) Damien Hobgood ( États-Unis)
- 17) Miguel Pupo ( Brésil)
- 18) Alejo Muniz ( Brésil)
- 19) Kieren Perrow ( Australie)
- 20) Bede Durbidge ( Australie)
- 21) Travis Logie ( Afrique du Sud)
- 22) Kai Otton ( Australie)

Les 10 premiers du classement mondial de l'ASP 2012. Ce classement reprend les 3 meilleurs résultats des surfeurs dans le championnat du monde ainsi que les 7 meilleurs résultats de chaque surfeurs dans les épreuves hors championnat. Les surfeurs déjà qualifiés par le biais du Top 22 du championnat du monde sont exclus de ce Top 10 :
- Sebastien Zietz ( États-Unis) (13e)
- Kolohe Andino ( États-Unis) (17e)
- Matt Wilkinson ( Australie) (18e)
- Glenn Hall ( Irlande) (24e)
- Brett Simpson ( États-Unis) (25e)
- Filipe Toledo ( Brésil) (26e)
- Adam Melling ( Australie) (27e)
- Nat Young ( États-Unis) (29e)
- Frederick Patacchia ( États-Unis) (30e)
- Tiago Pires ( Portugal) (31e)

Deux wild cards décernées par l'ASP :
- Dusty Payne ( États-Unis) (32e du World Tour, blessé durant 4 épreuves)
- Raoni Monteiro ( Brésil) (28e du World Tour, blessé durant 5 épreuves)

### Remplaçants
En cas d'absence d'un des surfeurs du Top 34, un remplaçant peut être appelé. Les quatre surfeurs pouvant être appelés sont les 2 surfeurs qui suivaient le Top 22 du WCT et le Top 10 du classement mondial ASP (classement 2011 entre parenthèses) :
- Choix no 1 : Patrick Gudauskas ( États-Unis) (32e de l'ASP World Rankings)
- Choix no 2 : Yadin Nicol ( États-Unis) (26e de l'ASP World Tour)
- Choix no 3 : William Cardoso ( Brésil) (33e de l'ASP World Rankings)
- Choix no 4 : Heitor Alves ( Brésil) (27e de l'ASP World Tour)

### Places au choix des organisateurs
Au cours de chaque épreuve, deux places restent à pourvoir. Elles peuvent être attribuées par wild cards et/ou à l'issue d'une épreuve de qualification.

### Changements
Les surfeurs intégrant le World Tour sont Sebastien Zietz, Glenn Hall, Filipe Toledo, Nat Young ainsi que Frederick Patacchia (remplaçant en 2012). Ils remplacent Patrick Gudauskas (32e), Yadin Nicol et Heitor Alves qui seront remplaçants en 2013, ainsi que Taylor Knox ( États-Unis) (31e) et Jadson Andre ( Brésil) (32e) qui quittent quant à eux le World Tour.

### Favoris
On peut citer notamment comme valeurs sûres : Joel Parkinson (champion du monde en titre et sept fois dans le top 4 du championnat), Kelly Slater (onze fois champion du monde), Mick Fanning (deux fois champion), Taj Burrow (neuf fois dans le top 4) ou encore Adriano de Souza (cinq fois dans le top 10).
Comme valeurs montantes, on peut citer : John John Florence (4e en 2012 et vainqueur de la Triple Couronne 2011), Gabriel Medina (7e en 2012), Josh Kerr (8e en 2011 et 2012), Julian Wilson (9e en 2011 et 2012) ou encore Owen Wright (3e en 2011 et 10e en 2012).
Enfin, on peut retenir parmi les outsiders Jérémy Florès (10e en 2012), Jordy Smith (2e en 2010, 7e en 2011 et 12e en 2012), Michel Bourez (6e en 2011), C.J. Hobgood (champion du monde en 2001) ou encore Sebastian Zietz (vainqueur de la Triple Couronne 2012).

## Résumé de la saison
Mick Fanning remporte le championnat du monde pour la troisième après ses titres en 2007 et 2009. Kelly Slater termine pour la seconde année d'affilée à la seconde place. Le titre se joue comme en 2012 lors de la dernière épreuve, le Billabong Pipe Masters à Hawaii. Kelly Slater remporte l'épreuve mais il suffisait à Mick Fanning d'atteindre les demi-finales, se qu'il fit en éliminant Yadin Nicol en quarts-de-finale grâce à une dernière bonne vague en toute fin de série. Mick Fanning n'a remporté qu'une épreuve (à Hossegor) alors que Kelly Slater en remporte trois. Mais Fanning a été plus régulier, atteignant 9 fois sur 10 au minimum les quarts-de-finale, contre seulement 6 fois pour Slater. Ce dernier peut notamment regretter ses éliminations prématurées à Bells Beach, Trestles (Tour 3) et Peniche (Tour de repêchage).
Joel Parkinson, champion du monde en titre, termine quant à lui à la troisième place du championnat.
Hormis Kelly Slater aucun autre surfeur n'a remporté plus d'une victoire sur la saison.

## Calendrier
La liste des épreuves a été annoncée le 15 novembre 2012.
| Compétition                            | Site                         | Pays ou territoire  | Date                      | Vainqueur        |
| -------------------------------------- | ---------------------------- | ------------------- | ------------------------- | ---------------- |
| Quiksilver Pro presented by Land Rover | Gold Coast, VIC              | Australie           | 2 mars-13 mars            | Kelly Slater     |
| Rip Curl Pro presented by Ford Ranger  | Bells Beach, QLD             | Australie           | 27 mars-7 avril           | Adriano de Souza |
| Billabong Rio Pro                      | Rio de Janeiro               | Brésil              | 8 mai-19 mai              | Jordy Smith      |
| Volcom Fiji Pro                        | Tavarua/Namotu               | Fidji               | 2 juin-14 juin            | Kelly Slater     |
| Oakley Pro Bali                        | Keramas, Bali                | Indonésie           | 18 juin-29 juin           | Joel Parkinson   |
| Billabong Pro Teahupoo                 | Teahupoo, Taiarapu           | Polynésie française | 15 août-26 août           | Adrian Buchan    |
| Hurley Pro                             | Trestles, CA                 | États-Unis          | 15 septembre-21 septembre | Taj Burrow       |
| Quiksilver Pro France                  | Seignosse-Hossegor-Capbreton | France              | 27 septembre-7 octobre    | Mick Fanning,    |
| Rip Curl Pro Portugal                  | Peniche                      | Portugal            | 9 octobre-20 octobre      | Kai Otton        |
| Billabong Pipeline Masters             | Banzai Pipeline, Hawaï       | États-Unis          | 8 décembre-20 décembre    | Kelly Slater     |

John John Florence remporte la Triple Crown of Surfing 2013.

## Classement
Le classement final ne prend en compte que les 8 meilleurs résultats (sur 10 épreuves) de chaque surfeur.
Classement final :
| Place | Nom                | Pays           | Points |
| ----- | ------------------ | -------------- | ------ |
| 1     | Mick Fanning       | Australie      | 54 400 |
| 2     | Kelly Slater       | États-Unis     | 54 150 |
| 3     | Joel Parkinson     | Australie      | 48 450 |
| 4     | Jordy Smith        | Afrique du Sud | 43 150 |
| 5     | Taj Burrow         | Australie      | 42 900 |
| 6     | Julian Wilson      | Australie      | 40 950 |
| 7     | Kai Otton          | Australie      | 39 600 |
| 8     | Nat Young          | États-Unis     | 38 000 |
| 9     | Josh Kerr          | Australie      | 36 100 |
| 10    | John John Florence | États-Unis     | 35 150 |

Source

## Liens